# Bobaia, Hunedoara
Bobaia este un sat în comuna Boșorod din județul Hunedoara, Transilvania, România.